# Prophecy Productions
Prophecy Productions ist ein deutsches Musiklabel mit Sitz in Wittlich, das 1996 von Martin Koller gegründet wurde.

## Geschichte
Bereits seit 1993 nutzte Martin Koller den Namen Prophecy für einen kleinen, von ihm betriebenen Versandhandel. Als eigentliche Geburtsstunde des Labels Prophecy Productions sieht Koller jedoch die Veröffentlichung des Albums A Wintersunset… von Empyrium, das ursprünglich die einzige Veröffentlichung unter dem Namen Prophecy sein sollte, durch seinen Erfolg jedoch Koller anspornte, das Label weiter zu betreiben.
Schon in den Anfangsjahren zeigte sich Prophecys Interesse am Veröffentlichen des gesamten Schaffens einzelner Musiker sowie die enge Verbundenheit mancher Prophecy-Musiker zu ihrem Label. So wurden 1998 mit Autumnblaze eine neue Band von Paragon-of-Beauty-Musikern und mit Sun of the Sleepless ein Seitenprojekt von Empyriums Markus Stock unter Vertrag genommen. In der weiteren Geschichte Prophecys folgen noch zahlreiche weitere Kooperationen zwischen dem Label und neuen Projekten bzw. Bands diesem Muster.
Ebenfalls 1998 wurde eine langfristige Kooperation mit Markus Stock und seinem Tonstudio Klangschmiede Studio E beschlossen, durch die ein kontinuierlich hoher Standard der Musikproduktionen Prophecys erreicht werden sollte. Im gleichen Jahr erschien bei Prophecy mit Hallavedet die erste offizielle Veröffentlichung der progressiven Folk-Band Tenhi. Die finnische Gruppe entwickelte sich schnell zu einem der populärsten Prophecy-Künstler und steht auch gegenwärtig (Stand: 2020) noch hier unter Vertrag.
1999 konnte Prophecy Vertragsabschlüsse mit den etablierten und renommierten Gruppen In the Woods… und Bethlehem bekanntgeben. Hiermit gelangen Prophecy zwei A&R-Coups, die dem Label einen deutlichen Aufmerksamkeitszuwachs bescherten und seinen Stellenwert vergrößerten.
Die nächste wegweisende Untervertragnahme stellt die von Dornenreich im Jahr 2000 dar, deren Prophecy-Einstand Her von welken Nächten (2001) zu den erfolgreichsten Veröffentlichungen der Label-Historie gehört. Auch Dornenreich halten Prophecy seit damals die Treue und zählen zu den Aushängeschildern des Labels.
Ab 2002 trat Prophecy auch als Buchverlag in Erscheinung. So veröffentlichte man die Übersetzung des Buches Lords of Chaos von Michael Moynihan und Didrik Søderlind. 2005 folgte das Buch Looking for Europe, in dem die Neofolk-Szene beschrieben wird. Der Buchverlag firmiert unter dem Banner Index Verlag.
Im Jahr 2003 wurden The Vision Bleak unter Vertrag genommen, die große Bedeutung in der Geschichte Prophecys erlangten. Für ihr erstes Album The Deathship Has a New Captain konnte Prophecy eine Kooperation mit Otto Mellies bewerkstelligen. Das Zweitwerk Carpathia – A Dramatic Poem entwickelte sich im Laufe der Jahre zu einem der größten wirtschaftlichen Erfolge Prophecys. Mit dem dritten Album The Wolves Go Hunt Their Prey erreichten The Vision Bleak 2007 für Prophecy die erste Platzierung in den deutschen Albumcharts. Auch die nachfolgenden Alben Set Sail to Mystery und Witching Hour stiegen in diese Charts ein. Für Set Sail to Mystery erhielten Prophecy 2009 zudem eine finanzielle Förderung der Initiative Musik. Im gleichen Jahr wurde auch eine USA-Tournee von Secrets of the Moon finanziell durch die Initiative Musik unterstützt.
2007 wurde ein Vertrag mit Alcest geschlossen, die im Laufe der Jahre zur erfolgreichsten Band des Labels avancierten. Alcests ambitioniertes viertes Album Shelter wurde auf Island von Sigur-Rós-Produzent Birgir Jón Birgisson aufgenommen und enthält einen Gastauftritt von Neil Halstead, dem Kopf der Shoegazing-Vorreiter Slowdive. Shelter markierte zudem die höchste Chartplatzierung einer Prophecy-Veröffentlichung, ehe diese durch das zwei Jahre später herausgegebene Kodama, ebenfalls von Alcest, eingestellt wurde. Neben zahlreichen weiteren Charteinstiegen in Deutschland, USA, Finnland und Norwegen, touren Alcest in Europa, Nord- und Südamerika, Asien sowie Australien. Alcest gehören zu den prominentesten Vertretern des Blackgaze. Durch die kontinuierliche Zusammenarbeit mit Alcest sowie weiteren Gruppen wie Les Discrets oder Lantlôs besitzen Prophecy in dieser Szene einen bedeutenden Stellenwert. Alcest stehen mittlerweile bei Nuclear Blast unter Vertrag.
2010 erschien mit dem Sampler Whom the Moon a Nightsong Sings auf Auerbach Tonträger ein Doppelalbum, das zahlreiche Größen und Newcomer der naturbezogenen Folkmusik mit größtenteils exklusiven Beiträgen vereint. Der Sampler kündigte mit dem Song The Days Before the Fall ebenfalls die Wiedervereinigung der zwischenzeitlich aufgelösten Band Empyrium an.
Empyrium sorgten schließlich auch für die erste öffentliche Anerkennung der wirtschaftlichen Leistungen Prophecys: im Jahr 2011 wurden Prophecy Productions vom europäischen Independent-Label-Verband Impala sogenannte Silver Awards für die ersten drei Alben von Empyrium verliehen. Diese stehen für jeweils 20.000 verkaufte Alben innerhalb Europas. Im Folgejahr erhielt Prophecy zudem Impala Silver Awards für weitere Alben von Dornenreich, The Vision Bleak, Alcest und Sol Invictus.
Im Jahr 2014 waren Prophecy erstmals mit zwei Veröffentlichungen gleichzeitig in den Media-Control-Charts vertreten – dem Empyrium-Album The Turn Of The Tides sowie dem Empyrium-Vinyl-Boxset 1994–2014.
Seit 2017 betreiben Prophecy Productions auch ein Büro in Nordamerika und signen verstärkt Künstler aus den USA sowie Kanada.

## Geschäftsphilosophie
Nach eigener Aussage ist die Grundidee hinter Prophecy die Veröffentlichung von „atmosphärische[r] Musik, die aus dem Rahmen fällt und Genregrenzen überschreitet“. Darüber hinaus stütze sich die Geschäftsphilosophie auf die drei Säulen Beständigkeit (langfristige Zusammenarbeit mit den Künstlern, enge Kunden- und Fan-Bindung), Hochwertigkeit (Tonträgereditionen mit besonderer Produktion, Aufmachung und Gestaltung) und Gemeinschaft (vielfache Kooperationen unter Prophecy-Künstlern, enges Verhältnis zu Fans). Eine Großzahl ihrer Gruppen begleiten Prophecy vom ersten Album an und veröffentlichen das Gesamtwerk der Musiker.

## Stilistische Ausrichtung und Sublabels
Schon mit den ersten Label-Veröffentlichungen präsentierten Prophecy eine außerordentliche stilistische Vielfalt: Empyriums A Wintersunset… bot hymnischen, romantischen Metal mit Folk-Einflüssen, Nox Mortis’ Im Schatten des Hasses obskuren Doom Metal, Penitents Melancholia eine Verbindung von Dark Wave und Neoklassik, Oberons Oberon avantgardistischen Pop und Nærværs Nærvær psychedelische Akustikmusik. Diese Diversität und Unvorhersehbarkeit wurde von Prophecy stets kultiviert und entwickelte sich zu einem Markenzeichen des Labels. Durch den unkonventionellen und selektiven Ansatz in ihrer Künstlerauswahl und eine daraus resultierende Originalität der veröffentlichten Musik haben sich Prophecy zudem sowohl bei der Presse als auch Fans den Ruf als „Qualitätslabel“ erarbeitet.
Um Kunden eine Orientierungshilfe zu bieten und Presse und Vertriebspartnern bei der Einordnung des stilistisch breit gefächerten Repertoires Prophecys helfen, wurden 2003 die Sublabels Lupus Lounge und Auerbach Tonträger ins Leben gerufen. Während Lupus Lounge in erster Linie mit ausgewählten Musikern zusammenarbeitet, die dem extremen Metal zuzurechnen oder in diesem verwurzelt sind, widmet sich Auerbach Tonträger vornehmlich Musik, die aufgrund ihrer vorwiegend akustischen Instrumentierung und ihres ruhigen Charakters im weitesten Sinne als zeitgenössischer Folk bezeichnet werden kann.
Auch wenn sich im Künstlerportfolio Prophecys Schwerpunkte in den Bereichen von unkonventionellem, atmosphärischem Metal und melancholischer, naturverbundener Akustikmusik ausmachen lassen, umfasst das Spektrum des Labels ebenso Künstler aus den Genres Progressive Rock, Pop, Indie-Rock, Shoegaze, Singer-Songwriter, Electronica, Neofolk, Wave, Ambient, Doom Metal, Stoner Rock oder Neoklassik.

## Prophecy Konzertnächte und weitere Live-Aktivitäten
1999 organisierten Prophecy Productions ihr erstes Label-Festival unter dem Namen „Prophecy Konzertnacht“. Es fand am 20. November in Leiwen an der Mosel statt und bot Auftritte von Paragon Of Beauty und Nox Mortis sowie das bis dato einzige Konzert von Sun Of The Sleepless. Im Mai 2001 folgte eine Reihe weiterer Konzertnächte in Zweibrücken, Bielefeld und Erfurt, auf denen unter anderen Dornenreich, Blazing Eternity und Mysterium auftraten. Die vorerst letzte Prophecy Konzertnacht fand anlässlich des zehnjährigen Label-Jubiläums 2006 in Zeltingen-Rachtig statt. Hier hatten unter anderen Dornenreich ihren ersten Auftritt seit über vier Jahren, und The Vision Bleak spielten eines ihrer seltenen Konzerte mit dem Klassik-Ensemble The Shadow Philharmonics.
Zudem ist Prophecy seit 2001 als Veranstalter von Tourneen (darunter Dornenreich, The 3rd and the Mortal, Antimatter, The Vision Bleak, Bethlehem) aktiv und hat darüber hinaus imposante Einzelkonzerte von Empyrium in der Bochumer Christuskirche sowie der Berliner Passionskirche organisiert.
Ferner fand 2015 das erste Prophecy Fest in der Balver Höhle statt. Im Laufe der Jahre sind dort neben Label-Künstlern auch von Prophecy geschätzte Gruppen andere Gruppen wie Hexvessel oder Bohren & der Club of Gore aufgetreten. Ein erstes Prophecy Fest auf amerikanischem Boden fand 2018 in Brooklyn statt.

## Bands

### Bands auf Prophecy
- 1476
- Alternative 4
- Amber Asylum
- Arctic Plateau
- Arcturus
- Arð
- Bethlehem
- Crone
- Crowhurst
- Darkher
- Disillusion
- Dold Vorde Ens Navn
- Dool
- Dornenreich
- Eye of Nix
- E-L-R
- Empyrium
- Falkenbach
- Fen
- Finnr’s Cane
- Germ
- Iron Mountain
- Isenordal
- Kall
- Katla.
- Kayo Dot
- Khôrada
- Klimt 1918
- Laster
- Les Discrets
- Lifelover
- Lotus Thief
- LowCityRain
- Nochnoy Dozor
- Noekk
- Noêta
- Novembers Doom
- Nucleus Torn
- Pencey Sloe
- Silence in the Snow
- Silencer
- Sleeping Pulse
- Soror Dolorosa
- Sun of the Sleepless
- Sunset in the 12th House
- Subaudition
- Tengil
- Tenhi
- The Dark Red Seed
- The Mystery of the Bulgarian Voices
- The Vision Bleak
- Thief
- Todesbonden
- Unreqvited
- Vemod
- Völur
- Year of the Cobra

### Bands auf Lupus Lounge
- A Forest of Stars
- Aureole
- Dordeduh
- Drown
- Farsot
- Fauna
- Helrunar
- Lantlôs
- Negura Bunget
- Nachtmystium
- Nhor
- Perchta
- Secrets of the Moon
- Tchornobog
- Twilight
- Valborg
- Vuur & Zijde
- Xasthur

### Bands auf Auerbach Tonträger
- Camerata Mediolanense
- Din Brad
- Duncan Evans
- Fräkmündt
- Hekate
- Moon Far Away
- Orplid
- Sol Invictus
- Spiritual Front
- Stille Volk
- The Moon and the Nightspirit
- Vàli
- Wöljager

### Ehemalige Bands
- Arcane Art
- Autumnblaze
- Blazing Eternity
- Canaan
- Dark Suns
- Drawn
- Eïs
- Elend
- Ewigheim
- Gae Bolg
- Gods Tower
- Green Carnation
- In Blackest Velvet
- In the Woods…
- Kari
- Leakh
- Markov Soroka
- Mysterium
- Nachtmahr
- Nàttsòl
- Nærvær
- Neun Welten
- Nox Mortis
- Oberon
- Of the Wand & the Moon
- Paragon of Beauty
- Penitent
- Sonnentau
- The 3rd and the Mortal
- The Loveless